# Нэмуль
Намуль (кор. 내물 이사금?, 奈勿尼師今? или кор. 내물 마립간?, 奈勿麻立干?, правил в 356 — 402) — 17-й ван Силла, одного из трёх государств Корейского полуострова. Сын каккана Мальгу и госпожи Хоре из рода Ким, племянник правителя Мичху. Был женат на дочери Мичху.

## Правление
Намуль происходил из рода Ким и был племянником Мичху, правившего в 262—284 гг. После смерти вана Хыльхэ, не оставившего после себя сыновей, Намуль наследовал ему и установил в государстве потомственную монархию, упразднив прежнюю систему, когда страной правили поочерёдно представители главных кланов. Отныне на силласком троне безраздельно утвердился род Ким, занимая его в течение пяти с половиной столетий. Окончательно монополизировав трон за своим кланом, Намуль принял новый титул «Марипкан» («главенствующий правитель»), носивший классовую окраску тем отличавшийся от прежних званий старейшин и вождей. Этимологически слово «марипкан» восходило к словам «мари» (голова) или «мару» (башня, возвышенное место, крыльцо), придававшим титулу возвеличительное значение. А «хан» или «кан» на старокорейском означало «правитель» или «великий». Ранее этот титул носили правители южной Кореи, а сам титул, созвучный монгольскому «хан», возможно является аргументом в пользу древнего языкового родства народов, говорящих на языках Алтайской языковой семьи.
Появление титула марипкан «Самгук саги» относит к правлению девятнадцатого (по традиционной хронологии) правителя Силла — Нульджи, а «Самгук юса» — ко времени Намуля. Правильным считается сообщение «Самгук юса», подтверждаемое другими источниками. Китайские династийные истории указывают на то, что впервые в 18-м году эры Цзянь-ань императора Фу Цзяня династии Ранняя Цинь (то есть, в 382 г.) «силлаский ван Рухан (Лоухан) прислал (посла) Виду, который преподнес (китайскому императору) красивую девушку». По времени это сообщение совпадает с 27-м годом правления Намуля и подтверждает существование тогда титула марипкана, так как называемый китайцами «Лоухан» представлял не личное имя, а титул силлаского правителя (иероглиф лоу (башенка, крыльцо) представляет перевод равнозначного корейского слова «мару»). Некоторые историки считают марипкана Намуля даже подлинным основателем государства Силла, а не только родоначальником династии Ким, как сообщают летописцы.
В этот же период аристократия центральных пу Кёнджуской долины начала строительство гигантских насыпных каменных курганов с несколькими деревянными саркофагами, где вместе с хозяевами хоронили также принесенных в жертву на похоронах рабов. Все эти меры должны были поднять престиж клана Ким и поддерживавших его слоев аристократии. Но в то же время нельзя не отметить, что, укрепив описанным выше способом своё привилегированное положение, клан Ким и возглавляемые им центральные пу все равно вынуждены были вплоть до начала VI в. сохранять практически конфедеративные отношения с остальными четырьмя пу Кёнджуской долины. Марипканы признавали автономию этих четырех пу во внутренних делах, привлекали их к участию в управлении и считались с интересами их аристократии. И, конечно же, на периферии у Силла существовали лишь зародыши администрации. В основном связь периферии с центром исчерпывалась выплатой дани.
В годы правления Намуля пэкческий ван Кынчхого захватил все маханские общины, и Пэкче стало непосредственным соседом общин, находившихся под силланским влиянием. Серьезные заботы Силла вызывало также усиление каяских «государств», действовавших к тому же в союзе с воинственными вождями японских племен. В таких обстоятельствах Намуль снарядил послов к императору китайской династии Цинь, а также установил отношения с сильным северокорейским государством Когурё.
С 392 г. Силла практически признает «сюзеренитет» Когурё. В столице Силла, Сораболь (ныне г. Кёнджу) активно воспринимается когурёская культура, сыновья и родственники силлаского государя посылаются заложниками в Когурё (так в 392 г. в Когурё был отправлен двоюродный брат марипкана, будущий правитель Сильсон). Сами силлаские государи преподносят когурёским ванам ритуальную «дань» (чогон). На этот шаг силласцы пошли как в связи с усилением Когурё в правление государей Сосурима и Квангэтхо, так и из желания обезопасить себя от японских и пэкческих набегов и, особенно, от конкуренции со стороны конфедерации южнокаяских политических образований во главе с Кымгван.
Союзники Кая — японцы — активно использовали каяскую территорию для нападений на Силла. Из текста стелы на могиле когурёского вана Квангэтхо известно, что в 399 г., когда каяские войска и японцы стали нападать на силлаские города (крепости) и разрушать их, Силла направило в Когурё посла с просьбой о военной помощи. В следующем году 50-тысячное когурёское войско изгнало японцев из занятых городов, а затем, преследуя их, дошло до имнаской Кая и добилось ее капитуляции. Значительная часть южных районов Кая (прежде всего территория современного города Тоннэ близ стратегически важного устья р. Нактонган) подпала под влияние силласцев.
После смерти Намуля в 402 г. на трон в обход его юному сыну Нульджи был возведен двоюродный брат умершего марипкана Сильсон, вернувшийся незадолго до этого из Когурё.